# 諏訪神社 (北杜市須玉町若神子)
諏訪神社（すわじんじゃ）は、山梨県北杜市須玉町若神子3282にある神社。社格は旧村社。

## 祭神
- 建御名方命（たけみなかたのみこと）[1]
- 稲荷大神（いなりおおかみ）[2]

## 由緒
社記によれば、延喜式所載の「笠屋神社」とあるが、これは当地より南方、塩川下流方向にある北巨摩郡駒井村（現韮崎市藤井町駒井）に鎮座する当麻戸神社（當麻戸神社）を、下の社と称していたことに対するもので、かつて当地方の方言では「上」を「加佐」と呼んでいたことから、下の社に対して上方にある当社を「加佐」すなわち「笠屋」と称したことに由来するという。
甲斐国志では若神子村諏訪明神として記述があり、御朱印社領3石4斗、社地7800坪、武田氏始祖新羅三郎義光の祈願所として、社中に新羅三郎義光の霊を祀るとあり、社殿の背後、山腹の急斜面に巨石があり、これに因み大石神社とも呼ばれる。新羅三郎義光奉納と伝わる馬具を神宝とす、と記載されている。
古くより当地で起きた大火により文書などが類焼で失われ、創立年代に確たるものは無いが、所蔵の棟札には次のようにある。
- 諏訪大明神御神御殿建立
- 貞享5年戌辰9月28日
- 神主中田右近正三射出雲守行之

1873年（明治6年）に郷社に列し、1907年（明治40年）に御崎神社を合祀し今日に至っている。

## 御柱祭

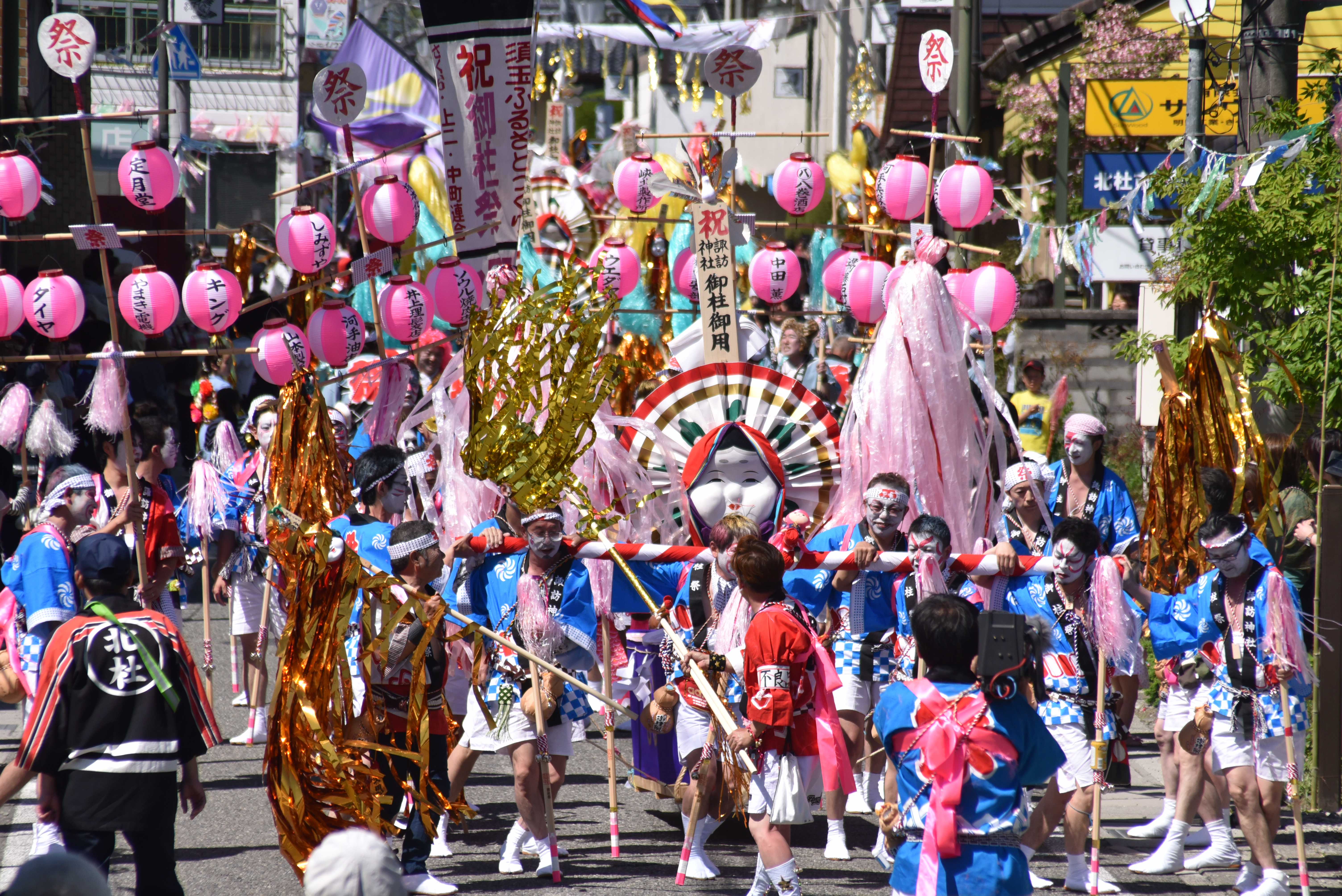
御柱祭での里曳き

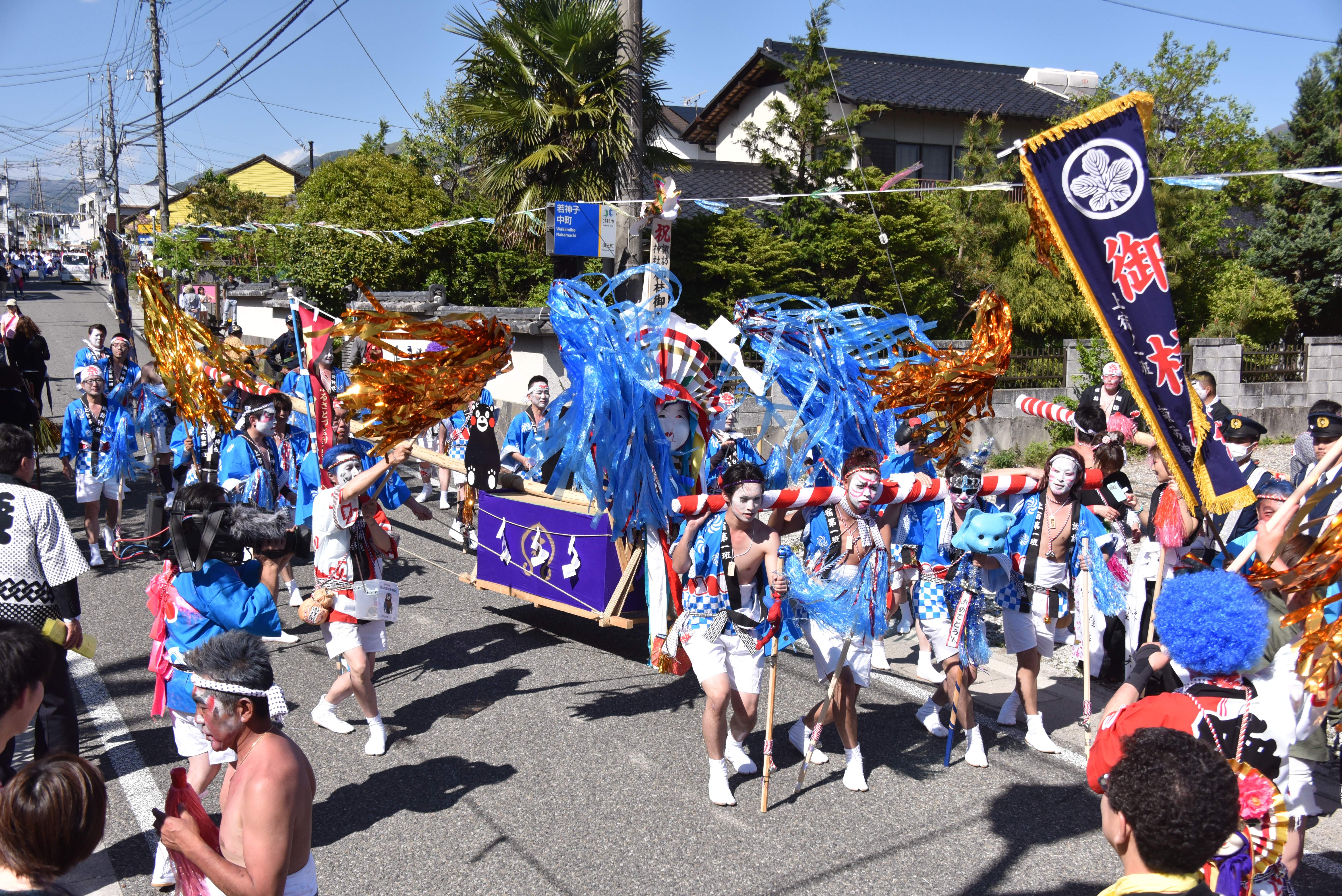
2本の御柱の後に地区ごとの長持がつづく

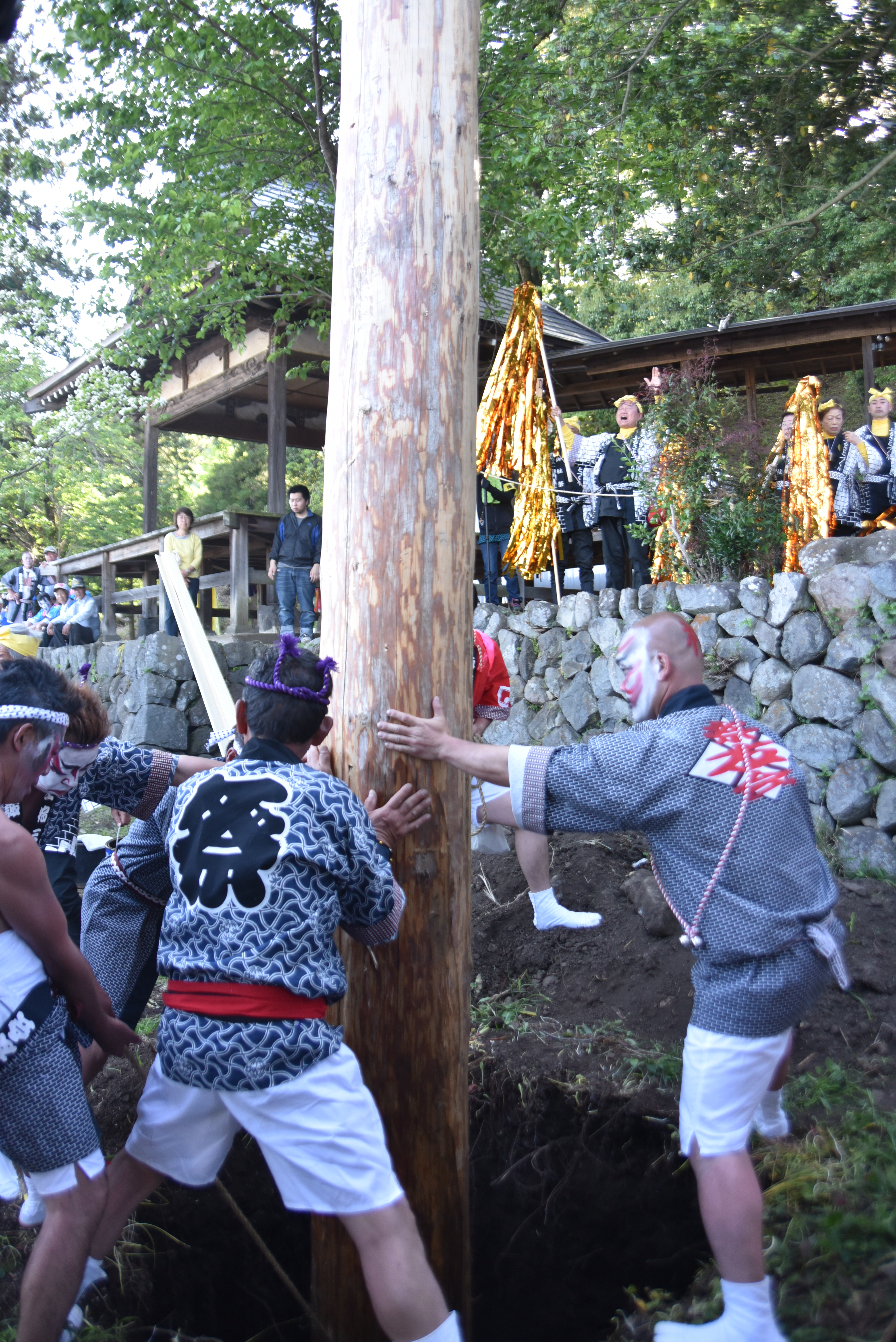
若神子宿を経た御柱が諏訪神社境内に建てられる

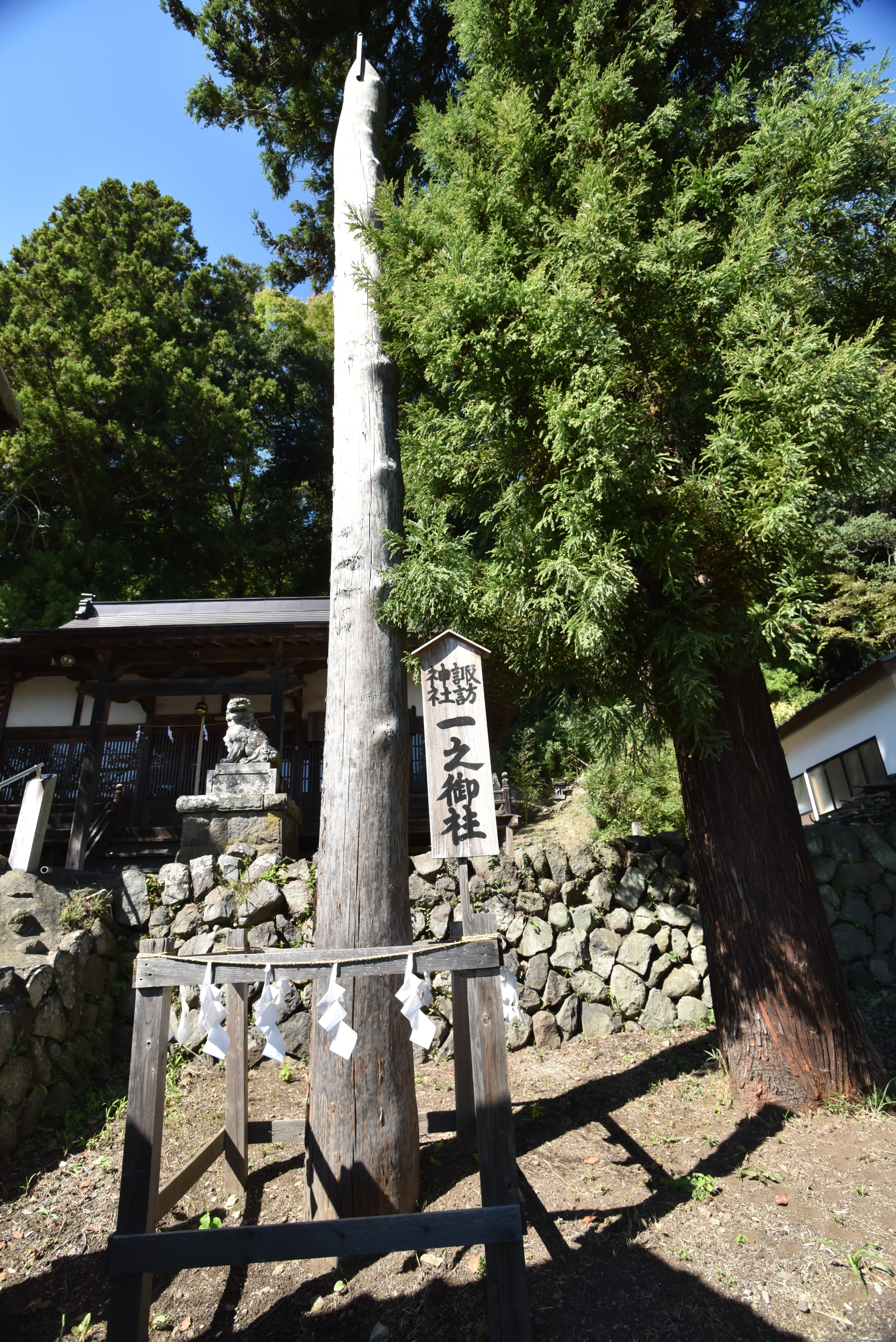
境内に建てられた御柱

かぞえの7年に1度、長野県の諏訪大社の御柱祭と同じく寅と申の年の5月4日に御柱祭が実施される。10mの木を2本、御神木として山から切り出して、町内を半日練り歩き、境内に立てる祭り。昔は社殿を建て替えていたものを、大木の柱だけを7年に1度立てて奉納することで代えたといわれている。

### 実施内容
- 山出し
  - 山出しは御柱になる材木を北杜市若神子の小久保地内の山から切り出す神事である。
  - 本来は樅の木を用いるが、近年は松を用いている。
  - 春先の大安の日を選び、氏子総代・木遣部会の幹部・長持部会の幹部によって切り出された材木2本は、里曳きの出発点となる若神子宿の北端まで運ばれ、保管される。

- 里曳き
  - 里曳きは御柱祭の中心となる行事である。
  - 若神子宿北端の出発地点での神事の後、神主・稚児行列・和太鼓・柱曳・長持・踊り手の順で若神子宿を南下し、折り返して若神子宿の中間から参道を経て諏訪神社に向かう。
  - 長持ちの担ぎ手は顔に思い思いの美粧を施して里曳きにのぞむ。

- 立て柱
  - 諏訪神社に達した御柱は、木遣り歌の響く中用意された穴に建てられ、「一之柱」「二之柱」の木札が着けられた後、神主によるお祓いを受けて、祭りは終了する[9]。